# Kanał Gribojedowa
Kanał Gribojedowa (ros. Канал Грибоедова) – kanał w Sankt Petersburgu, zbudowany w 1739 na bazie rzeki Kriwusza. Kanał rozpoczyna swój bieg od rzeki Mojka nieopodal Pola Marsowego, aby ostatecznie znaleźć swoje ujście w rzece Fontanka. Jego długość wynosi około  5 km, a szerokość dochodzi do 32 m. W latach 1764–1790 kanał został pogłębiony a brzegi wzmocnione i pokryte granitem.
W 1881 nad kanałem zginął car Aleksander II, zamordowany przez terrorystyczne skrzydło organizacji Wola Ludu. Dziś na tym miejscu wznosi się cerkiew Chrystusa Zmartwychwstałego (Cerkiew Na Krwi).

Kanał z widokiem na Sobór Zmartwychwstania Pańskiego w Petersburgu

Kanał Gribojedowa

Przed 1923 był nazywany Kanałem Katarzyny (Екатернинский канал) na cześć Katarzyny Wielkiej, podczas panowania której był pogłębiany. Władze komunistyczne zmieniły tę nazwę, nazywając kanał na cześć rosyjskiego dramatopisarza i dyplomaty Aleksandra Gribojedowa.
Kanał ten ma status ulicy, oficjalnie nazywanej Nabrzeże Kanału Gribojedowa, chociaż mieszkańcy Petersburga mówią po prostu "Kanał Gribojedowa".